# Моцарт, Франц Ксавер Вольфганг
Франц Ксавер Вольфганг Моцарт (нем. Franz Xaver Wolfgang Mozart; 26 июля 1791 года, Вена — 29 июля 1844 года, Карлсбад), также известен как Вольфганг Амадей Моцарт-младший — австрийский композитор, пианист, музыкальный педагог. Младший из шести рожденных и двух выживших детей Вольфганга Амадея Моцарта и его жены Констанции. Получил имя в честь ближайшего друга и ученика своего отца, Франца Ксавера Зюсмайера.

## Биография
Родился в Вене. Получил блестящее музыкальное воспитание: его учителями были Антонио Сальери и Ян Непомук Гуммель. Он научился играть на фортепиано и скрипке. В детстве он под руководством матери гастролировал с концертами под именем Вольфганга Амадея Моцарта-младшего. Как и его отец, рано начал сочинять, в 1802 году опубликовав фортепианный квартет Op. 1.
Франц Ксавер стал профессиональным музыкантом и довольствовался умеренным успехом как преподаватель и исполнитель. В отличие от своего отца — был замкнутым и подверженным самоуничижению, постоянно недооценивая свой талант и опасаясь, что всё, что он создаёт, будет сравниваться с произведениями его отца.
В 1808—1838 с незначительными перерывами Моцарт-младший жил в Лемберге (ныне Львов) и его окрестностях (Подкамень, Бурштын), зарабатывая преимущественно как учитель музыки в домах знатнейших родов Галиции: Чарторыйских, Янишевских, Баворовских, Сапег и др. Он также стоял у истоков первого лембергского музыкального общества «Цецилия», ставшего ядром будущей Львовской филармонии: 2 декабря 1826 года известный скрипач Кароль Липинский и хор общества под управлением Моцарта-сына дали во Львове концерт памяти Моцарта-отца.
В 1838 переехал в Вену, а потом в Зальцбург, где получил должность капельмейстера в Моцартеуме. Умер 29 июля 1844 года в городе Карловы Вары, где и был похоронен. На его смерть написано стихотворение Франца Грильпарцера.
Как и его брат Карл, Франц Ксавер Вольфганг не был женат и детей не имел.
Тень его отца маячила над ним даже после смерти. На его могильной плите была выгравирована эпитафия:
Имя его отца может быть его эпитафией, так как почитание его было сущностью его жизни